# Eugène Lépicier
Pour les articles homonymes, voir Lépicier.
Eugène Lépicier est un producteur français né le 2 octobre 1913 à Paris et mort le 4 septembre 1997 à Montmorency,.

## Filmographie
- 1954 : Châteaux en Espagne
- 1955 : Quatre Jours à Paris
- 1957 : À la Jamaïque
- 1957 : Cinq Millions comptant
- 1958 : Le Temps des œufs durs
- 1958 : Cargaison blanche
- 1959 : Asphalte
- 1960 : Préméditation
- 1962 : Thérèse Desqueyroux
- 1964 : Mata Hari, agent H 21
- 1967 : Le Samouraï
- 1969 : L'Auvergnat et l'Autobus
- 1970 : L'Étalon
- 1971 : Comptes à rebours
- 1972 : Trois Milliards sans ascenseur
- 1972 : L'Ingénu
- 1975 : Jacques Brel Is Alive and Well and Living in Paris (en)
- 1975 : La Traque
- 1976 : La Petite Fille au bout du chemin
- 1977 : Alice ou la Dernière Fugue
- 1978 : Les Liens de sang
- 1978 : Violette Nozière
- 1980 : L'Empreinte des géants